# 6653 Feininger
A 6653 Feininger (ideiglenes jelöléssel 1991 XR1) a Naprendszer kisbolygóövében található aszteroida. Freimut Börngen fedezte fel 1991. december 10-én.